# Gabriel Bataille
Pour les articles homonymes, voir Bataille (homonymie).
Gabriel Bataille (né entre juin 1574 et juin 1575, probablement dans la Brie, et mort à Paris le 17 décembre 1630) est un musicien français, luthiste et compositeur d'airs de cour. Il ne doit pas être confondu avec son fils Gabriel II Bataille.

## Biographie
Les allusions à la Brie dans ses pièces de vers suggèrent qu’il est originaire de cette province. Il avait un frère Louis, tailleur d’habits, cité dans un acte de 1621, et une sœur Catherine, mariée à Didier Dutour huissier des comptes et trésors à Paris, et morte avant 1600.
À l’époque de son mariage avec Catherine Carré, le 12 février 1600, il est déjà parisien, mais son contrat de mariage précise qu’il est alors clerc du conseiller au parlement Germain Regnault ; il n’était donc pas encore un musicien professionnel. Lorsqu’en 1608 Pierre I Ballard publie les premiers volumes de ses Airs de différents autheurs, il l’était probablement devenu : il est dès 1614 listé comme maître de musique.
De 1617 à sa mort, il est maître de la musique de la maison d’Anne d’Autriche (1601-1666), par semestre, en alternance avec Antoine Boësset. Il avait passé contrat avec ce dernier, qui visait aussi ce poste, pour que celui qui l’obtiendrait le partage avec l’autre (ce qui arriva). Il a dû témoigner le 9 juin 1617 au procès de Léonora Galigaï, et décrire les conditions exorbitantes qui avaient été imposées par le maréchal d’Ancre aux musiciens qui avaient postulé sur les charges de musicien de la maison de la reine (une année entière de gages).
Bataille a inséré une pièce de vers à la louange de Jacques Le Fèvre parue dans ses Meslanges de 1613 ; celui-ci lui a d’ailleurs laissé par testament, le 22 décembre 1627, une partie des livres de musique qui recueillaient toutes ses œuvres. En 1617 et 1618, il publie également des pièces de vers au début de livres d’Antoine Boësset et de Pierre Guédron ; il faut donc voir ces trois musiciens au centre de son réseau d’amis.
Le 5 février 1614, il est témoin au mariage de Jean Rocher, sieur de Bréau, agent au conseil des finances. Son amitié avec Pierre I Ballard, qui a favorisé sa carrière, se lit dans son parrainage de Marguerite, fille de l'imprimeur et de Sansonne Coulon, en date du 11 février 1619. Le 22 janvier 1624, Gabriel Bataille est encore témoin du mariage de Nicolas Chastelet (comme lui musicien de la reine) avec Marie Sodey, puis le 5 février de la même année, témoin de la mariée au mariage de Thomas Vassetz, notaire garde-notes au Châtelet, avec Marie Carré, probablement une sœur de sa femme.
Il a eu quatre enfants viables : Pierre, musicien ordinaire de la musique des reines, Madeleine, Gabriel II, qui lui succède comme maître de la musique de la reine (ce qui laisse supposer qu’il avait obtenu cette charge « en survivance » de son père), et Françoise.
Sa femme Catherine Carré est enterrée le 8 février 1624 ; lui-même meurt le 17 décembre 1630 et est enterré à l'église Saint-Paul le lendemain ; il habitait alors rue Geoffroy-l’Asnier (au moins depuis 1611). L’inventaire de ses biens, dressé le 14 février 1631, révèle cinq luths, 29 paquets de musique et une intéressante bibliothèque.

## Œuvres

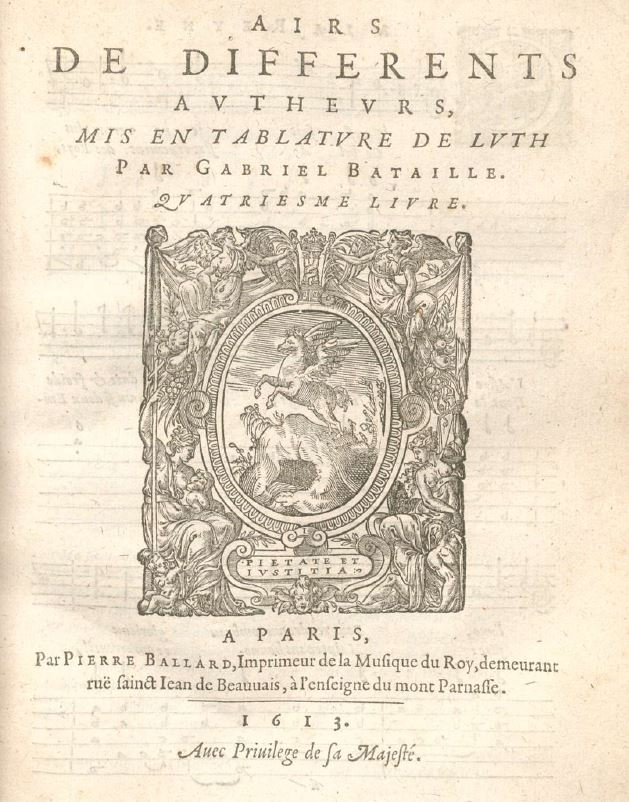
Page de titre du IVe livre d'airs mis en tabulature de luth (1613).

### Airs de cour mis au luth
La période la plus active de la production de Bataille se situe entre 1605 et 1620 ; après cette date, et jusqu’à sa mort, on a très peu d’éléments sur sa vie. Il édite, en 1608 et 1615, une collection d’airs de cour composés par les maîtres les plus en vue du moment et arrangés par lui pour voix et luth. Elle comprend six livres dont certains ont été réédités, signe d’un réel succès. En voici la liste :
- Airs de différents auteurs mis au luth par G. Bataille, Ier livre, RISM 160810, Guillo 2003 n° 1608-A.
- Airs de différents auteurs mis au luth par G. Bataille, Ier livre, rééd., RISM 16127, Guillo 2003 n° 1612-A.
- Airs de différents auteurs mis au luth par G. Bataille, IIe livre, RISM 160913, Guillo 2003 n° 1609-A.
- Airs de différents auteurs mis au luth par G. Bataille IIe livre, rééd., RISM 16148, Guillo 2003 n° 1614-A.
- Airs de différents auteurs mis au luth par G. Bataille IIIe livre, RISM 161110, Guillo 2003 n° 1611-A.
- Airs de différents auteurs mis au luth par G. Bataille IIIe livre, rééd., RISM 16149, Guillo 2003 n° 1614-B.
- Airs de différents auteurs mis au luth par G. Bataille, Ie livre, RISM 16139, Guillo 2003 n° 1613-A.
- Airs de différents auteurs mis au luth par G. Bataille, Ve livre, RISM 161410, Guillo 2003 n° 1614-C.
- Airs de différents auteurs mis au luth par G. Bataille VIe livre, RISM 161511, Guillo 2003 n° 1615-A[18].

L’ensemble a été republié en fac-similé par Minkoff à Genève ; par ailleurs une sélection de pièces a été éditée à deux reprises : French ayres from Gabriel Bataille's Airs de différents autheurs (1608-1618), ed. Peter Warlock (London : Oxford University Press, ca.1926) ; neuf pièces figurent dans Airs de cour pour voix et luth (1607–43), éd. A. Verchaly (Paris : Société Française de Musicologie, 1961).
Ces recueils contiennent surtout des airs de cour, autonomes ou extraits des ballets représentés à l’époque à la cour de France. Y figurent aussi neuf psaumes traduits en vers mesurés par Philippe Desportes.
Dans ces airs de cour, Bataille a beaucoup pris dans les œuvres de Pierre Guédron. Il a bien sûr inclus dans ces recueils plusieurs de ses propres compositions. Il se montre respectueux de la mélodie vocale originale, en l’ornant notablement. Au luth, il respecte la partie de basse originale, mais adapte plus facilement les voix intermédiaires.
Beaucoup des pièces de ces recueils ont été reprises dans des recueils d’airs spirituels contemporains, telle La Pieuse Alouette de l'imprimeur Jean Vervliet (Valenciennes, 1619-1621), ce qui est un signe d’une diffusion assez large.

### Airs de sa composition
Gabriel Bataille a également composé ses propres airs.
- Seize airs à quatre voix, groupés au début des Airs à quatre de différents auteurs, et mis ensemble par Pierre Ballard (Paris : Pierre I Ballard, 1613, RISM 16138, Guillo 2003 n° 1613-B).
- Trente-quatre airs à une voix publiés en 1615 et 1626, parmi lesquels 21 paraissent dans les Airs de cour et de différents auteurs [1er livre] (Paris : Pierre I Ballard, 1615, RISM 161512, Guillo 2003 n° 1615-B.
- 43 airs pour voix et luth sont contenus, sous son nom, dans les recueils publiés entre 1608 et 1615 mentionnés plus haut, mis au luth par lui-même. Parmi ces airs se trouvent dix psaumes sur des vers de Desportes, que Verchaly attribue tous à Bataille alors que seul le dernier (dans le recueil 1615-A) est publié sous son nom.
- Neuf autres airs pour voix et luth, publiés entre 1617 et 1620, dans les recueils suivants :
  - Airs de différents auteurs, mis en tablature de luth par eux-mêmes, 7e livre (Paris : Pierre I Ballard, 1617, RISM 16178, Guillo 2003 n° 1617-A).
  - Idem, 8e livre (idem, 1618, RISM 9, 1618-A).
  - Airs de différents auteurs, mis en tablature de luth par eux-mêmes, 9e livre (idem, 1620, RISM 162011, Guillo 2003 n° 1620-A).

Dans ces derniers recueils, quelques airs sont extraits des ballets de cour contemporains : Ballet du roi (c. 1616), Ballet de La délivrance de Renaud (1617), Ballet de Monseigneur le Prince (1620).
Il a composé une chanson à boire, chantée encore de nos jours en chant choral à plusieurs voix, et adaptée entre autres par le groupe Tri Yann.